# Fraktion Unabhängigkeit/Demokratie
Die Fraktion Unabhängigkeit/Demokratie (Ind/Dem von Englisch: „Independence/Democracy Group“) war eine EU-skeptische Fraktion in der 6. Wahlperiode des Europäischen Parlaments. Sie war der Nachfolger der Fraktion Europa der Demokratien und der Unterschiede (EDD). Hauptziel der Ind/Dem war es, den Einfluss der Europäischen Union auf die nationalen Regierungen zu reduzieren (siehe Subsidiarität). Mit 37 Parlamentsmitgliedern bei der Konstituierung war die Ind/Dem die kleinste Fraktion im Europäischen Parlament. Bis zum Ende der Legislaturperiode schrumpfte die Fraktion auf 22 Mitglieder. Die Fraktion hatte die niedrigsten Kohäsionsrate, d. h. die größten Unterschiede im Abstimmungsverhalten ihrer Mitglieder, und die Fraktion, deren Mitglieder am wenigsten an den Parlamentssitzungen teilnahmen. An der Spitze der Fraktion standen der Brite Nigel Farage (UKIP) und die Dänin Hanne Dahl (JuniBevægelsen).
Bei der Europawahl 2009 konnten einige der Mitgliedsparteien nicht mehr in das Europaparlament einziehen, insbesondere die Mitglieder der EUDemokraten. Die Fraktion hatte theoretisch noch 18 Mitglieder, zu wenig, um weiterhin den Fraktionsstatus zu behalten. Ein Großteil der verbliebenen Parteien schloss sich daher der neu gegründeten Fraktion Europa der Freiheit und der Demokratie (EFD) an.

## Parteien in der Ind/Dem
Der Ind/Dem gehörten in der Legislaturperiode 2004–2009 Mitglieder von zehn Parteien aus neun verschiedenen Ländern an, wobei die britische UK Independence Party (UKIP) die größte Mitgliedspartei ist. Einige der Mitgliedsparteien sind Teil europaweiter Parteien, nämlich der EUDemokraten (EUD) und der Europäischen Christlichen Politischen Bewegung (ECPM); andere Parteien der Fraktion sind dagegen nicht auf europäischer Ebene organisiert. Die europäische Partei Allianz der Unabhängigen Demokraten in Europa (AIDE), deren Mitglieder ebenfalls Teil der Fraktion Ind/Dem waren, wurde zum 31. Dezember 2008 aufgelöst. Dafür gaben drei der sechs AIDE-Abgeordneten Anfang Februar 2009 ihre Mitgliedschaft in der neu gegründeten Europapartei Libertas bekannt.
Bis 2006 waren auch die vier Europaparlamentarier der Lega Nord Mitglied der Fraktion Ind/Dem. Die Lega Nord wurde jedoch aus der Fraktion ausgeschlossen, nachdem im Februar 2006 der damalige italienische Minister für Reformen, das Lega-Nord-Mitglied Roberto Calderoli T-Shirts mit den umstrittenen Mohammed-Karikaturen produzieren ließ und diese am 17. Februar 2006 demonstrativ in einem Live-Interview zeigte, woraufhin in Libyen gewaltsame Proteste mit 11 Toten ausbrachen.
Im Folgenden werden die Mitglieder der Ind/Dem-Fraktion am Ende der Legislaturperiode 2004–2009 genannt.
| Land                   | Partei                              | Europapartei | Mitglieder 2004 | Mitglieder 2009 |
| ---------------------- | ----------------------------------- | ------------ | --------------- | --------------- |
| Irland                 | Kathy Sinnott (unabhängig)          | EUD          | 1               | 1               |
| Schweden               | Junilistan                          | EUD          | 3               | 2               |
| Dänemark               | JuniBevægelsen                      | EUD          | 1               | 1               |
| Tschechien             | Vladimír Železný (Nezávislí)        | AIDE         | 1               | 0               |
| Italien                | Lega Nord                           | AIDE         | 4               | –               |
| Frankreich             | Mouvement pour la France            | AIDE 1       | 3               | 3               |
| Griechenland           | Laikós Orthódoxos Synagermós (LAOS) | AIDE 1       | 1               | 1               |
| Polen                  | Liga Polskich Rodzin                | AIDE         | 10              | 2               |
| Niederlande            | ChristenUnie                        | ECPM         | 1               | 1               |
| Niederlande            | Staatkundig Gereformeerde Partij    | – 2          | 1               | 1               |
| Vereinigtes Königreich | UK Independence Party               | –            | 11              | 10              |

## Führende Fraktionsmitglieder
- Nigel Farage (Vereinigtes Königreich, Fraktionsvorsitzender, UK Independence Party)
- Kathy Sinnott (Irland, Fraktionsvorsitzende, Parteilos)
- Johannes Blokland (Niederlande, Mitglied des Vorstands, ChristenUnie)
- Paul-Marie Coûteaux (Frankreich, Mitglied des Vorstands, Mouvement pour la France)
- Georgios Karatzaferis (Griechenland, Mitglied des Vorstands, LAOS)
- Nils Lundgren (Schweden, Mitglied des Vorstands, Junilistan)
- Vladimír Železný (Tschechien, Mitglied des Vorstands, Nezávislí)

## Nach der Europawahl 2009
Bei der Europawahl 2009 erzielten die Parteien der Ind/Dem allein nicht mehr genügend Abgeordnete, um die Kriterien für die Gründung einer Fraktion im Europäischen Parlament zu erfüllen, vor allem da keinem einzigen Mitglied der EUD die Wiederwahl gelang. Andererseits wurden in mehreren Ländern Abgeordnete anderer europaskeptischer Parteien gewählt, die zuvor dem Parlament nicht angehört hatten. Am 1. Juli 2009 gaben daher UKIP und Lega Nord die Gründung einer neuen Fraktion namens Europa der Freiheit und der Demokratie (EFD) bekannt, die die meisten ehemaligen Ind/Dem-Mitglieder sowie weitere kleine Parteien umfasste. Ein Ind/Dem-Mitglied, nämlich die niederländische ChristenUnie, schloss sich ebenfalls der neuen Fraktion Europäische Konservative und Reformisten an.